# Publi Rutili (tribú de la plebs 136 aC)
Publi Rutili (llatí: Publius Rutilius) va ser un magistrat romà. Formava part de la gens Rutília, una família romana d'origen plebeu.
Va ser tribú de la plebs l'any 136 aC, i va ordenar a Hostili Mancí sortir del senat al·legant que havia perdut la ciutadania romana per haver-se rendit davant els numantins a Hispània.